# Городнее (Перевальский район)
Городнее (укр. Городнє) — село (посёлок до 03.09.2009) в Перевальском районе Луганской области Украины. Под контролем самопровозглашённой Луганской Народной Республики. Входит в Бугаевский поселковый совет.

## География
Соседние населённые пункты: сёла Баштевич и Анновка на юго-востоке, посёлки Радгоспный на юго-западе, Селезнёвка на западе, Бугаевка на севере.

## Население
Население по переписи 2001 года составляло 8 человек.

## Общие сведения
Почтовый индекс — 94309. Телефонный код — 6441. Занимает площадь 0,046 км². Код КОАТУУ — 4423655501.

## Местный совет
94309, Луганская обл., Перевальский р-н, пгт. Бугаевка, ул. Кр. Партизан, д. 4